# Pinerolo
Pinerolo (Pinareul in piemontese, Pineròl in occitano, Pignerol in francese) è un comune italiano di 35 400 abitanti nella città metropolitana di Torino in Piemonte.
Era capoluogo dell'omonimo circondario.

## Geografia fisica
(Edmondo De Amicis, Alle porte d'Italia)
(Filini, miglior amico e collega di Fantozzi nel film Fantozzi contro tutti)

### Caratteri altimetrici e geomorfologici

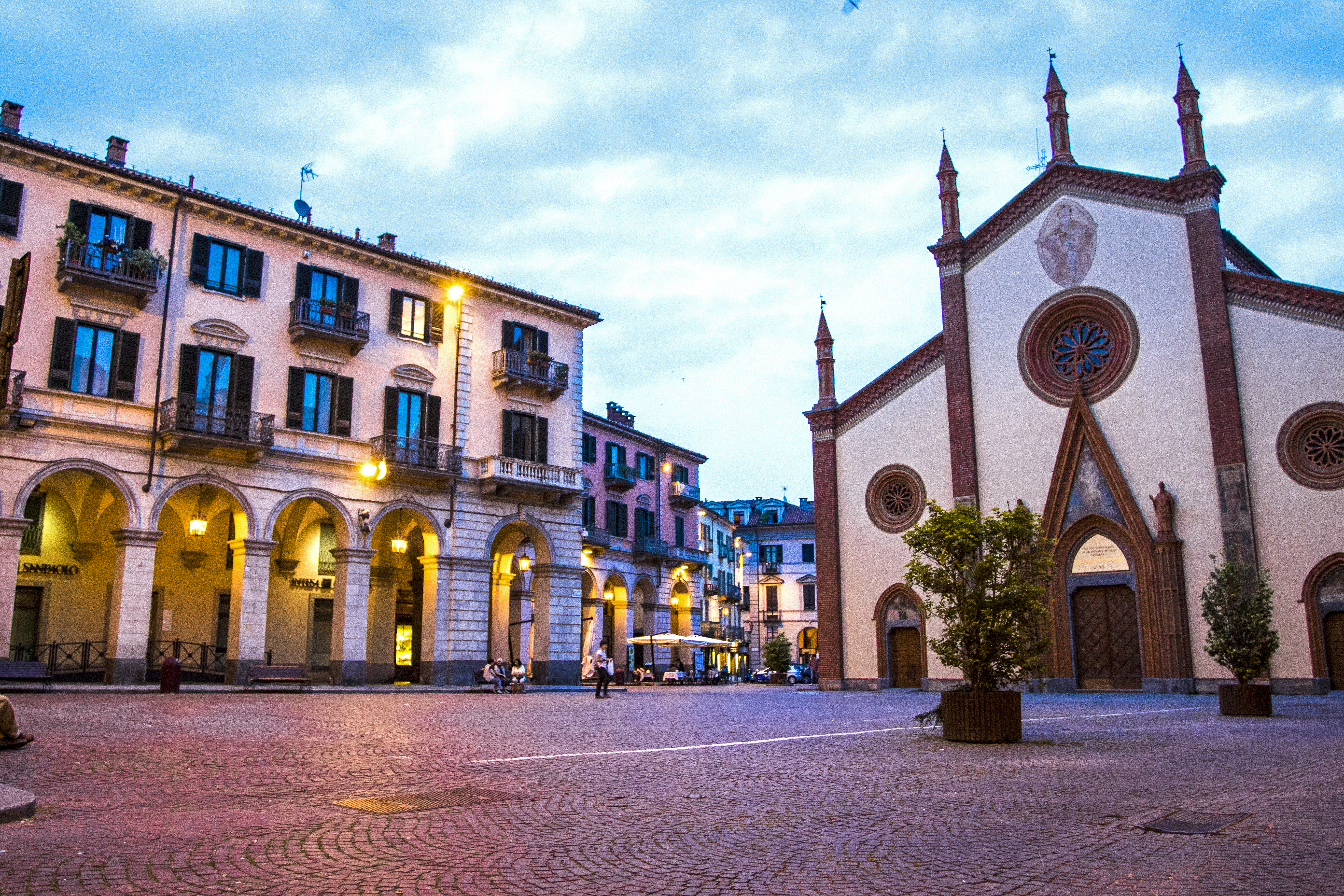
Tramonto su Piazza Duomo

Il territorio di Pinerolo può essere distinto in tre ambiti distinti per pianura, collina, montagna. Si rileva infatti un'altitudine minima di 291 metri al confine con il comune di Scalenghe e un'altitudine massima di 1.358 metri del Monte Sette Confini, sito nella Val Lemina.
Dal punto di vista geomorfologico, il comune di Pinerolo è limitato a sud dal torrente Chisone, a nord dai rilievi della collina di Pinerolo e a nord-ovest dal torrente Lemina. Il concentrico di Pinerolo si estende principalmente ai piedi del rilievo collinare, su di un'area subpianeggiante attraversata dal torrente Lemina.
La zona di pianura del comune di Pinerolo è la più estesa, rappresentando il 77% circa dell'intero territorio; l'area collinare rappresenta invece il 20% circa, mentre l'area montana risulta essere la meno estesa occupando il residuo 3%.
Sia il territorio collinare che quello montano presentano una elevata copertura boschiva interrotta nelle aree a minor pendenza da prati ed è caratterizzato da una ridotta densità abitativa, ad eccezione della sola frazione di Talucco, in Val Lemina.

### Clima
Nel comune di Pinerolo, la temperatura media annua rilevata dalla stazione idro-meteorologica di Arpa risulta essere di 13,5 °C.
Mediamente vengono registrati da un minimo di 506 mm a un massimo di 1157 mm di pioggia nell'anno solare. Il regime pluviometrico, secondo la classificazione di Mennella, è quello prealpino con un massimo principale nei mesi primaverili e uno secondario in autunno; il minimo principale è in inverno. Entrando più nel dettaglio, il mese di maggio risulta essere il più piovoso; mentre il meno piovoso si colloca nei mesi di gennaio e febbraio.
La direzione prevalente della ventilazione nel Pinerolese risulta essere dai quadranti occidentali, con raffiche che solitamente raggiungono la massima intensità durante gli eventi di föhn (Favonio), vento catabatico caldo che riscende le vallate.
La parte più antica dell'abitato sorge sulle pendici della collina di San Maurizio, dove si trovano i resti della cittadella (445 m), mentre a sud e a est si sono sviluppati, in pianura, i moderni quartieri residenziali e industriali, fino al corso del Lemina e oltre. Ancora oggi è possibile individuare l'andamento delle mura, di origine antica e rafforzate a più riprese fino all'intervento del Vauban nel 1670.

## Storia
Il territorio di Pinerolo risulta abitato sin dalla preistoria, come dimostrano i ritrovamenti di bracciali, asce, scalpelli e frammenti di utensili bronzei avvenuti nei pressi di piazza Guglielmone nei primi anni '70. La dominazione romana ha la più celebre testimonianza nella necropoli della Doma Rossa, venuta alla luce durante i lavori per la realizzazione dell'autostrada Torino-Pinerolo nel 2003, indizio di una presenza presumibilmente agricola nel territorio di Riva di Pinerolo.
Il toponimo di Pinerolo appare per la prima volta nel 981 con il nome Pinarolium ("pineta") in un diploma di Ottone II con il quale si confermavano al vescovo di Torino le proprietà, i diritti e i privilegi sulla città goduti dai suoi predecessori. In questo periodo Pinerolo non era una vera e propria città, bensì una Corte formata dai borghi di San Verano, San Pietro Val Lemina, San Maurizio (il borgo alto di Pinerolo, comprendente il castello abbattuto nel 1696) e San Donato (borgo basso). All'epoca, di tali villaggi San Verano era il più importante, trovandosi all'imbocco della Val Chisone. Nel 1064 la città fu ceduta ai benedettini dell'abbazia di San Verano, oggi Abbadia Alpina, per volere di Adelaide di Susa. Contro le rivendicazioni del vescovo di Torino, appoggiate da un diploma di Federico I, i Pinerolesi insorsero in difesa dei benedettini, guadagnando così le libertà comunali.

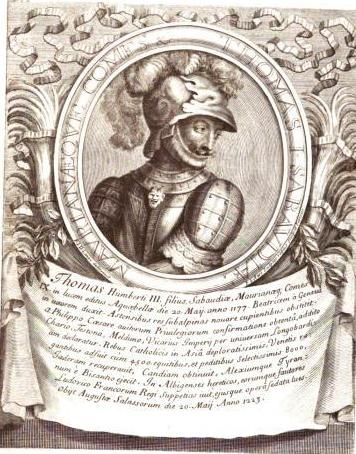
Tommaso I di Savoia.

Conobbe lotte e ribellioni sotto Tommaso I di Savoia, che l'aveva occupata nel 1220, e forti contrasti con l'abbazia di San Verano la quale, nel 1243, rinunciò ai suoi diritti in favore di Amedeo IV di Savoia e del fratello Tommaso II di Savoia. Sotto Tommaso e i suoi discendenti del ramo di Acaia ebbe pace e prosperità: eletta nel 1295 capitale dei loro possedimenti in Piemonte, rimase tale fino all'estinzione del ramo dei Savoia-Acaia nel 1418, quando Amedeo VIII riunì in un solo Stato tutti i possessi dei Savoia in Italia e in Francia.
Subì la dominazione francese dal 1536 al 1574, dopo la quale ricevette il titolo di città dal conte Emanuele Filiberto di Savoia. Fu nuovamente occupata dalla Francia in virtù del trattato di Cherasco (1631). 
Il cardinale Richelieu affidò allora a Vauban, il più grande ingegnere militare francese dell'epoca, il compito di rendere Pinerolo una straordinaria piazzaforte, che nelle sue intenzioni avrebbe garantito alla Francia il controllo dell'Italia settentrionale. A spese di continui espropri di beni e terreni furono restaurate le mura cittadine, fu ricostruito il castello e ampliata la cittadella: rimanevano alla città due sole porte, quella di Francia e quella di Torino. Molti laboratori artigiani furono demoliti e gli operai trasferiti a Lione, la cui industria venne potenziata a scapito di quella pinerolese. La fortezza di Pinerolo, il Donjon, fu usata anche come prigione, dove Luigi XIV mandava i suoi nemici, tra i quali Nicolas Fouquet, ministro delle finanze caduto in disgrazia. Vi sarebbe stato prigioniero anche il misterioso personaggio noto come "Maschera di Ferro".
Pinerolo fu riconquistata da Vittorio Amedeo II di Savoia nel 1696, ma prima di andarsene le truppe del Re Sole fecero saltare la cittadella e il castello. Carlo Emanuele III ottenne da Benedetto XIV la nomina di Pinerolo a sede vescovile. Il commercio si riprese, la popolazione passò da 5 000 a 7 000 abitanti e tornarono a fiorire gli ordini religiosi.

Piazza Cavour nel 1937.

Nel 1801 il Piemonte venne annesso alla Francia e Pinerolo fu per l'ultima volta occupata dai francesi, fino al 1814, con la caduta di Napoleone e del suo impero e il ritorno del Piemonte a Vittorio Emanuele I. Nel 1821 ebbe inizio da Pinerolo il movimento insurrezionale capeggiato da Santorre di Santa Rosa e Guglielmo Moffa di Lisio, che preludeva al Risorgimento italiano. Iniziò un periodo di sviluppo economico ed edilizio: ponti, strade, ferrovie (la linea Torino-Pinerolo fu inaugurata nel 1854), che facilitavano i commerci con la Liguria e con il resto della regione.
Nel 1848 fu fondata a Pinerolo la prima società di Mutuo Soccorso d'Italia, la "Società generale degli operai" creata per «…l'unione, la fratellanza, il mutuo soccorso e la scambievole istruzione». Nel 1849 fu trasferita in città (proveniente da Venaria Reale) la Scuola d'Applicazione di Cavalleria (soppressa nel 1945), ora sede, tra l'altro, del Museo nazionale dell'arma di cavalleria (istituto nel 1961) e del Museo di Arte Preistorica. Dalle valli laterali affluì in città nuova popolazione: gli abitanti passarono da 12 000 nel 1819 a 18 000 nel 1890. Partecipò attivamente alla Resistenza italiana. A Pinerolo nacquero sia l'ultimo presidente del Consiglio prima del fascismo, Luigi Facta, che il capo della Resistenza Ferruccio Parri (che in onore alla collina di San Maurizio scelse il nome di combattimento, Maurizio), presidente del Consiglio dall'aprile al dicembre 1945.
È a Pinerolo che l'8 settembre 1974 vennero arrestati i terroristi, fondatori delle Brigate Rosse, Renato Curcio ed Alberto Franceschini.
Nel XX secolo Pinerolo vide un'ulteriore industrializzazione, con la nascita di nuovi stabilimenti, quali le Officine Meccaniche Poccardi Pinerolo, fondate nel 1897 dall'imprenditore Francesco Poccardi, che nel 1938 si dedicarono alla produzione di macchinari per l'industria cartaria; nel 1957 esse vennero acquisite dalla Beloit Corporation, azienda statunitense del settore, che ne fece il polo europeo della sua produzione. Anche l'industria dolciaria si sviluppò in Pinerolo con l'azienda Galup, nota per la produzione di panettoni bassi, prodotto a diffusione locale, ma con aree di mercato particolari anche all'estero. Nei primi anni del XXI secolo però, l'industria pinerolese entrò in crisi e, anche per compensare le difficoltà del settore industriale, la città ha puntato maggiormente sul turismo, avendo avuto un glorioso passato come capitale del principato del Piemonte dal 1295 al 1418.

### Simboli
Lo stemma è stato riconosciuto con DPCM del 29 luglio 1955.
Il gonfalone, riconosciuto con DPCM del 12 febbraio 1960, è costituito da un drappo di azzurro.

## Monumenti e luoghi d'interesse

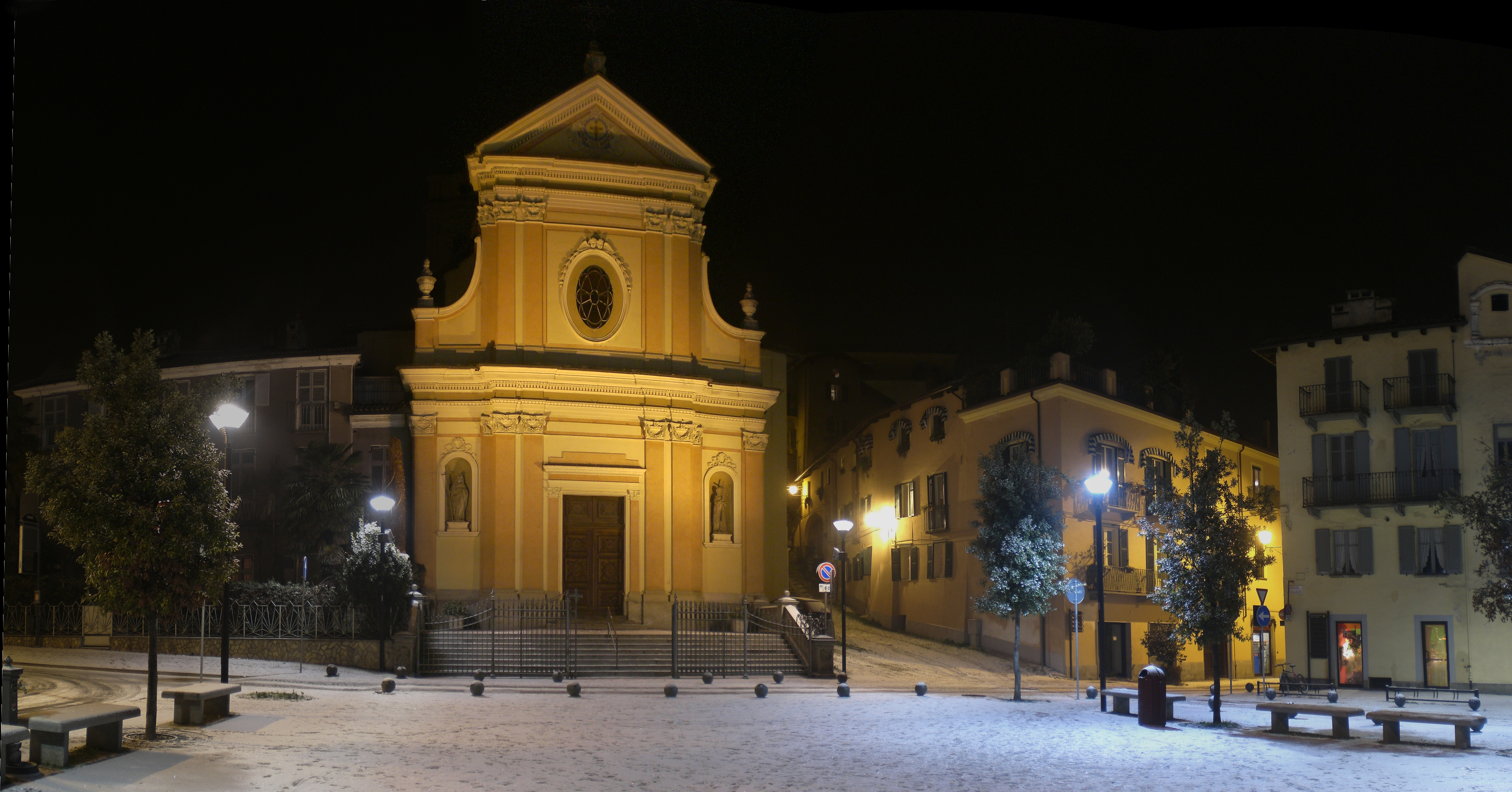
Chiesa di Santa Croce

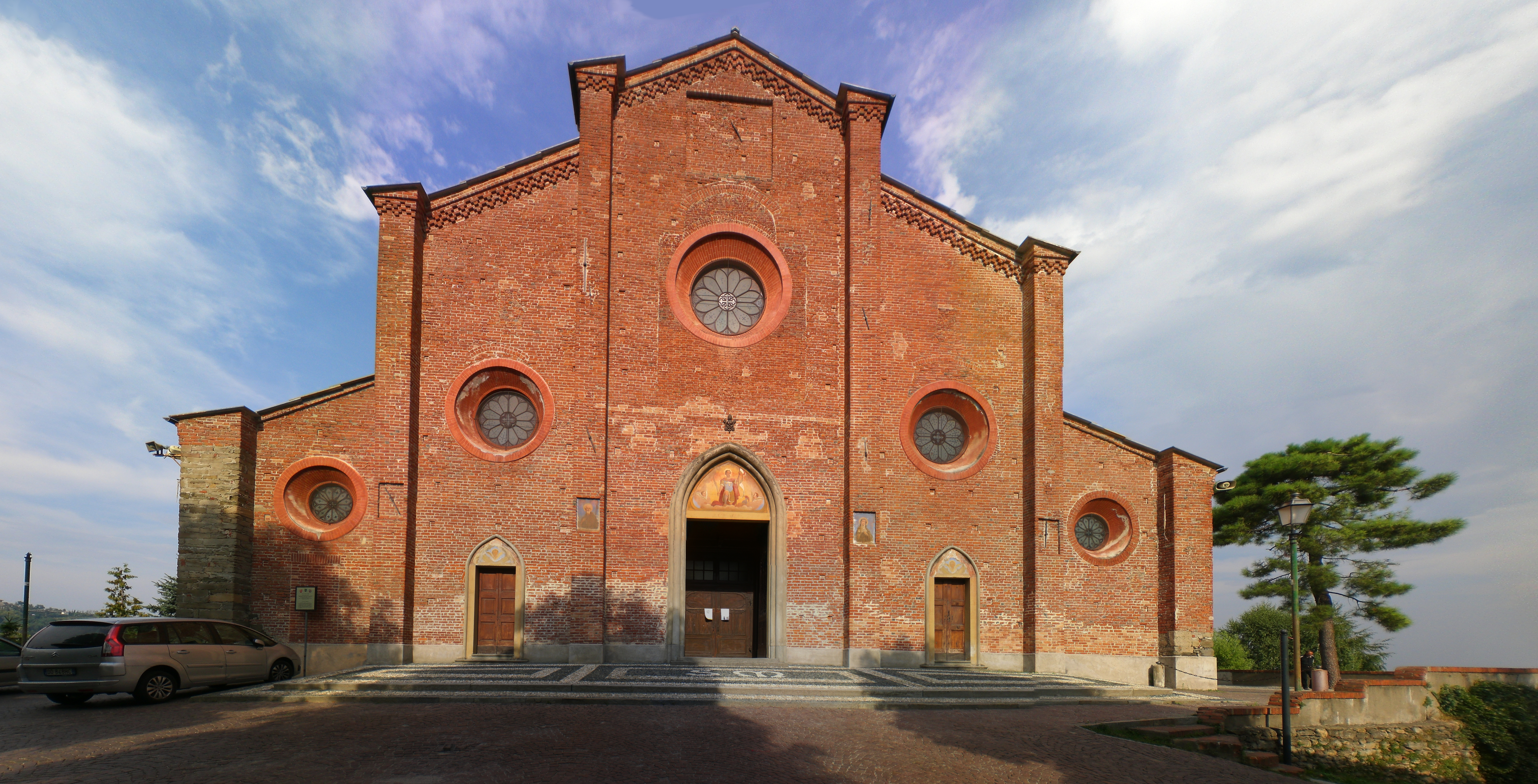
Basilica di San Maurizio

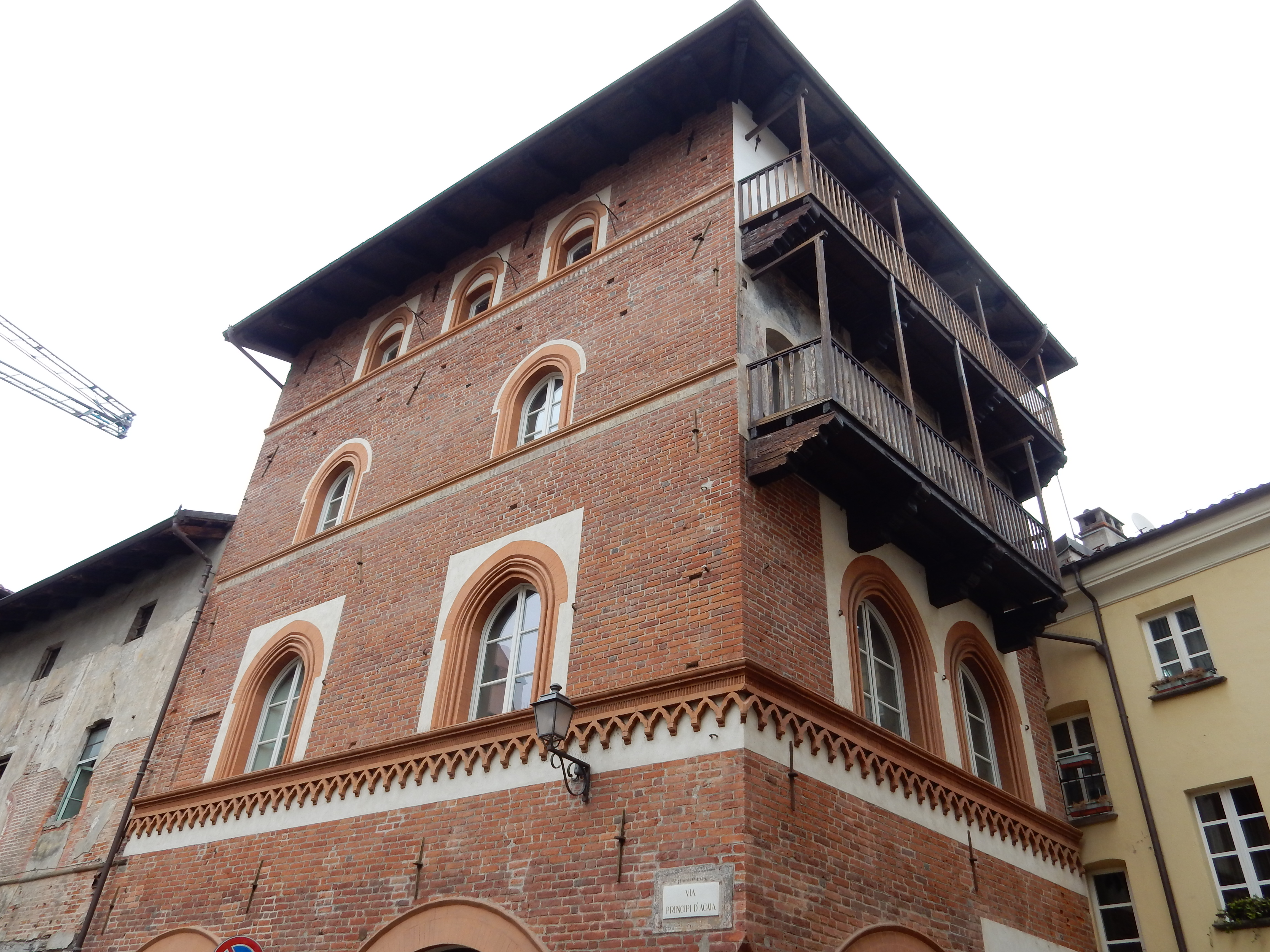
Casa del Vicario

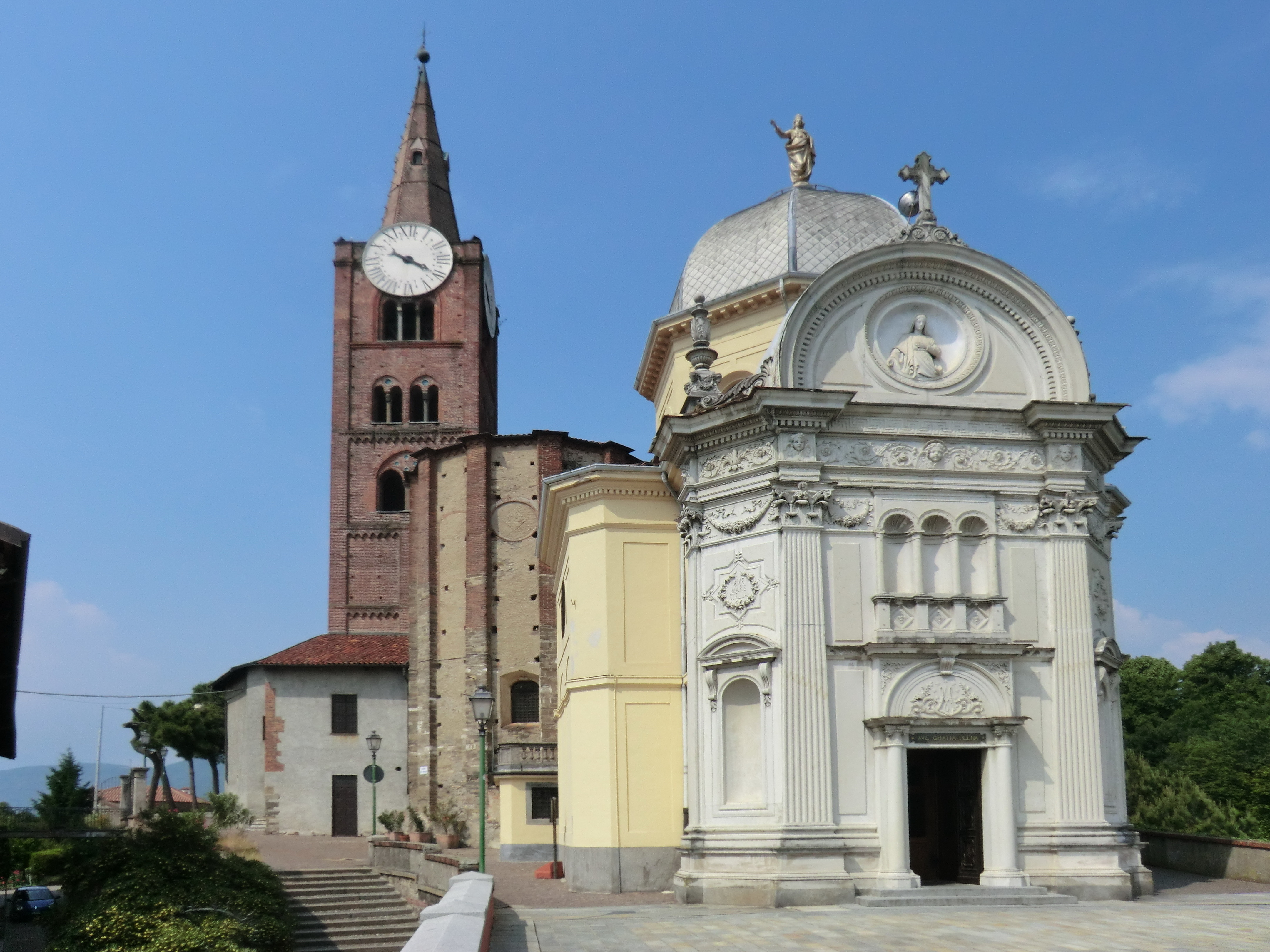
Santuario della Madonna delle Grazie

- Piazza Vittorio Veneto (più nota come "Piazza Fontana"): è il punto di ritrovo centrale dei pinerolesi; progettata nel 1738, venne realizzata spianando i fossati antistanti le mura seicentesche. Questa vasta area fu fino al 1830 la piazza d'armi della cittadina, una delle più estese d'Italia; oggi è sede dei mercati settimanali (mercoledì e sabato). Al suo interno sono collocate una fontana con vasca monoblocco in pietra di Malanaggio e la statua in marmo dedicata al generale Filippo Brignone, eroe di Palestro, opera di Odoardo Tabacchi (1879).
- Palazzo del Comune: si affaccia sul lato nord di Piazza Vittorio Veneto. Originariamente arsenale della fortezza cittadina, negli anni del fascismo ne venne ristrutturata la facciata e costruita la torre civica.
- Biblioteca Comunale Alliaudi, il cui edificio era sede di un'agenzia della Banca d'Italia (istituita il 21 dicembre 1911 e operativa dal 5 maggio 1913) soppressa il 27 ottobre 1962 e chiusa definitivamente il 29 marzo 1962[15], possiede oltre 100 000 volumi, manoscritti, incunaboli ed un prezioso fondo di libri rari.
- Palazzo Vittone: si trova sul lato est della medesima piazza e prende il nome dell'architetto Bernardo Antonio Vittone, allievo di Filippo Juvarra, che lo progettò nel 1740. Fu commissionato dal re Carlo Emanuele III di Savoia per accogliervi l'Ospizio dei Catecumeni. Dal 1816 fu poi destinato a collegio municipale, poi vescovile e infine, dal 1867, collegio civico. Oggi è sede di importanti musei e istituzioni culturali. A partire dal 1896 si avviò la costruzione, in un'area a nord del Palazzo di Città, del Nuovo Seminario Vescovile. Ospita il Museo Civico (cimeli bodoniani, armi, monete, dipinti ottocenteschi di scuola locale).
- Edifici medievali; numerose sono le case medievali, tra le quali si annoverano: il "Palazzo dei Principi d'Acaia" o Castel Nuovo, costruito nel 1318 e più tardi modificato; la quattrocentesca "Casa del Senato"; la "Casa del Vicario", costruzione in cotto del XVI secolo.
- Il Duomo, dedicato a san Donato e già ricordato nel 1044, ripreso nei secoli XV, XVI e XVIII e ancora restaurato nel XIX, si presenta in forme gotiche con tre rosoni e tre portali in facciata dei quali quello centrale sormontato da un'alta ghimberga. Nell'interno conserva acquasantiere gotiche e il coro, un pulpito e un leggio in legno, intagliato nel '600. Il campanile, risalente al 1425, nel Medioevo era una Torre Civica; è rimasto incompiuto.
- La basilica di San Maurizio, già ricordata nel 1078, venne ricostruita nel 1470 e restaurata nel 1897.
- Il santuario della Madonna delle Grazie, attiguo alla parte posteriore della basilica e rivolto in direzione opposta, risale al XVI secolo e sorge in posizione panoramica.
- La chiesa di San Domenico, risalente al 1438, e in parte conservata con il campanile coevo, ha resti di affreschi del XV secolo.
- Alcune chiese barocche sono: 
  - chiesa di San Rocco, a una navata con presbiterio ellittico, eretta nel 1744 da Giuseppe Gerolamo Buniva e la cui sagrestia è attribuita a Bernardo Antonio Vittone,
  - chiesa di San Giuseppe, ora sconsacrata e usata come sala da concerti intitolata a Italo Tajo, ma precedentemente sede di un monastero gesuita.
- Al XIX secolo risalgono il Teatro Sociale (1842), distrutto da un incendio nel 1972 e riaperto nel 2008, e il Tempio Valdese (1855-60), edificato dopo l'editto di emancipazione di Carlo Alberto.
- I resti delle mura duecentesche che circondavano il borgo alto, ancora visibili lungo la parte sommitale di via Ortensia di Piossasco e parte delle mura della cittadella seicentesca, voluta da re Luigi XIII, nascosti nel bosco della collina di San Maurizio.

## Società

### Evoluzione demografica
Abitanti censiti

### Etnie e minoranze straniere
Gli stranieri residenti nel comune sono 2 767, ovvero il 7,7% della popolazione. Di seguito sono riportati i gruppi più consistenti:
1. Romania, 1 394
2. Marocco, 383
3. Albania, 284
4. Perù, 83
5. Moldavia, 77
6. Cina, 67
7. Brasile, 44
8. Polonia, 37
9. Nigeria, 26
10. Germania, 24

### Tradizioni e folclore
Ad anni alterni, a ottobre, si svolge a Pinerolo la rievocazione storica della Maschera di Ferro, una delle maggiori manifestazioni della città. La leggenda vuole infatti che il misterioso personaggio storico sia risieduto nella cittadella di Pinerolo; sul colle di San Maurizio c'è un piccolo monumento dedicato proprio a tale leggenda

### Istituzioni, enti e associazioni
Pinerolo è sempre stata città di tradizioni militari: sono presenti infatti numerose caserme sul territorio cittadino.
Fino al 1996, vi si trovava la Scuola del Corpo veterinario militare presso la cui sede era presente anche la componente veterinaria dell'Accademia di sanità militare interforze (NEASMI), nata nel 1968 con sede principale a Firenze, e la Scuola militare di mascalcìa, fondata nel 1882, dove si apprese per lungo tempo il mestiere di maniscalco. Oggi la Scuola si trova a Grosseto, annessa alla Scuola militare di veterinaria, un tempo presente anch'essa a Pinerolo, presso la caserma Villy Pasquali.
Era di stanza a Pinerolo, presso la caserma Litta Modignani/Villy Pasquali, il 1º Reggimento di cavalleria, il "Nizza cavalleria", fondato nel 1690 e trasferito nella sede di Bellinzago Novarese (NO) nel 2013. Il "Nizza cavalleria" è il più antico reggimento della cavalleria italiana e uno dei più antichi reggimenti dell'Esercito italiano dopo i reggimenti dei Granatieri di Sardegna. A fine del 2017, dopo la ristrutturazione del corpo centrale è diventata sede della locale Compagnia Carabinieri. Invece, presso la caserma Berardi si trova stanziato il 3º Reggimento alpini, che vanta antiche tradizioni militari nel Pinerolese. Questo reggimento gestisce anche il comprensorio militare del Galoppatoio nella frazione di Baudenasca.
Sono inoltre presenti la Cavallerizza Caprilli, il terzo maneggio coperto più grande d'Europa dopo quelli di Mosca e Vienna, e il Museo storico dell'Arma di cavalleria di Pinerolo.
Fino al 1997 a Pinerolo, a lato del municipio, era presente un carcere.
Il 31 luglio 2007 è stata dismessa la caserma Bochard di San Vitale, storica sede della Compagnia controcarri "Cremona", che si trova in viale Cavalieri d'Italia di fronte alla caserma Litta Modignani. Altre ex caserme in Pinerolo sono la caserma Fenulli, in precedenza chiamata Principe Amedeo (ora area espositiva e sede di scuole superiori), la caserma Botta, storica sede del Genio Pionieri della Taurinense, in cui sta per essere realizzata la nuova Scuola di cavalleria; le caserme Bricherasio sedi in tempi recenti tra l'altro del tribunale di Pinerolo (mentre fino al 1958, anno della soppressione, aveva sede il distretto militare) e la caserma Adolfo Serafino, demolita nel 1960 poiché pericolante e al cui posto sorge oggi piazza Terzo Alpini. Nella frazione Riva vi era un deposito di carburante / polveriera attualmente non più in uso.

## Cultura

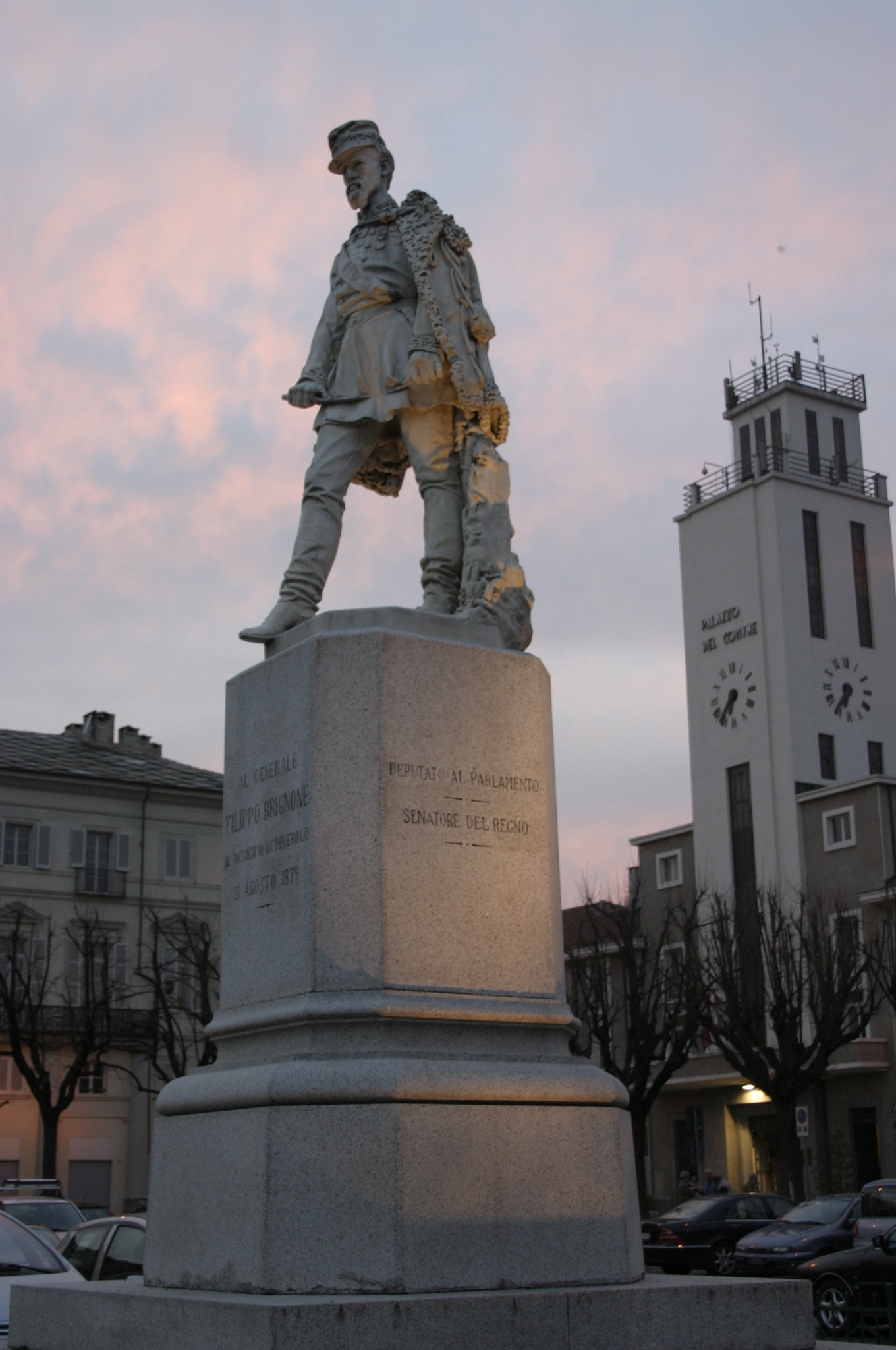
Monumento dedicato a Filippo Brignone in Piazza Vittorio Veneto.

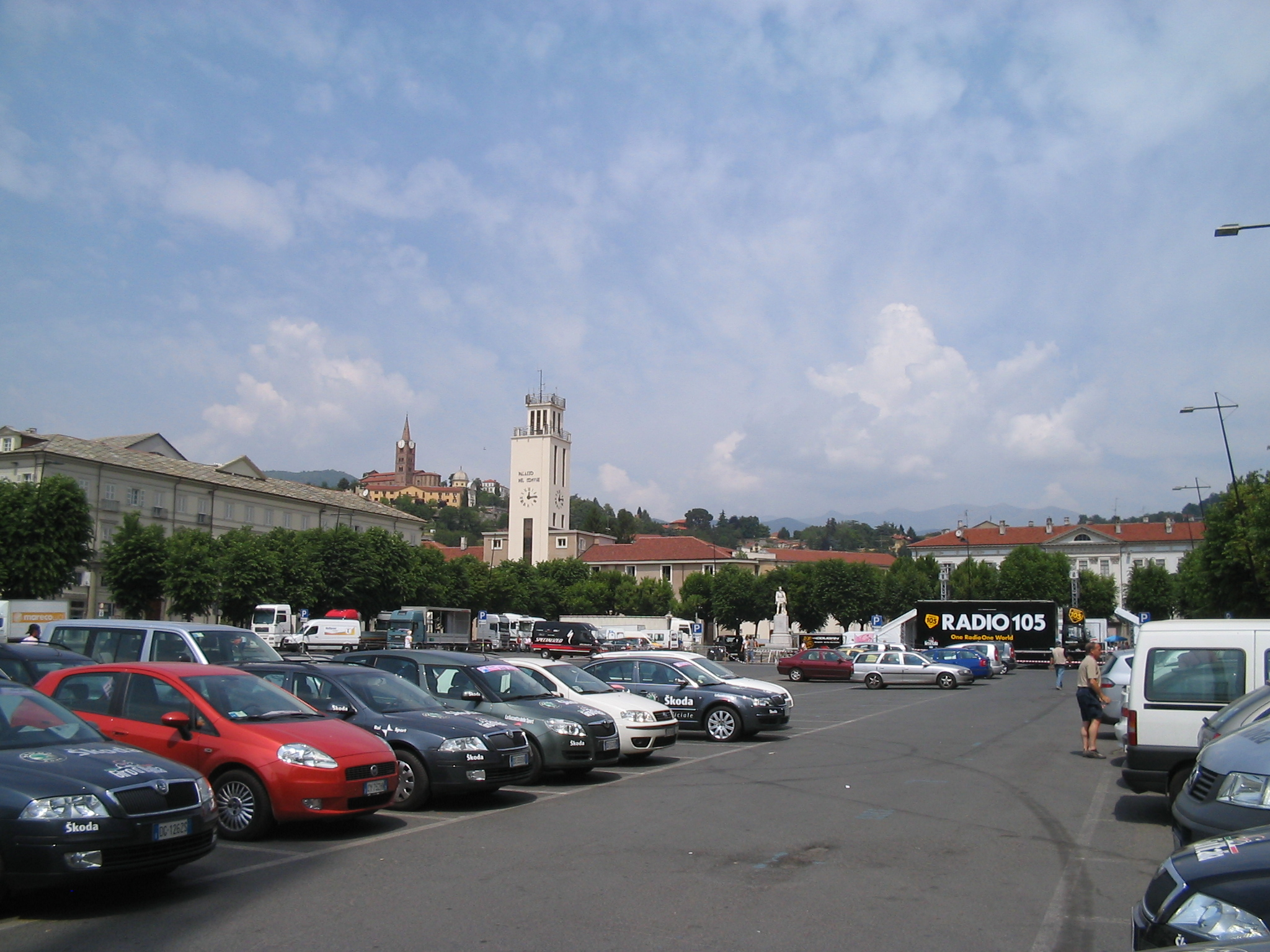
Piazza Vittorio Veneto, nota comunemente come Piazza Fontana, principale piazza di Pinerolo in cui il mercoledì e il sabato si tiene il mercato.

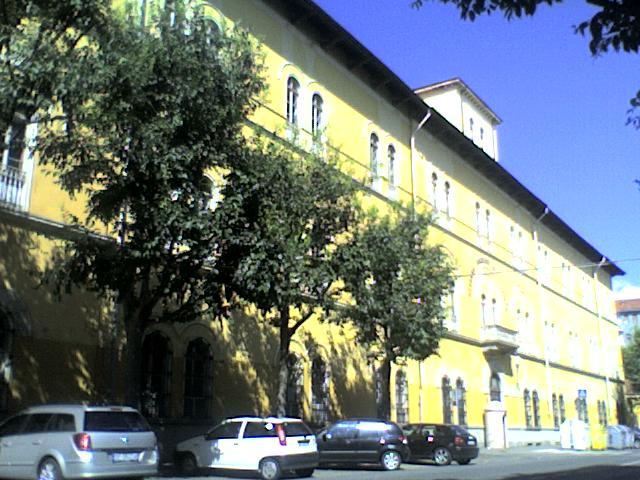
Caserma "Bouchard di San Vitale"

Pinerolo conobbe il momento di maggior splendore quando (dal 1295) fu capitale del dominio degli Acaia e centro di cultura, con una fiorente scuola notarile e con la presenza, per le arti figurative, di numerosi artisti come i pinerolesi Beltrami e Canavesio, oltre ad altri le cui opere sono andate perdute. Nel 1475, in seguito all'iniziativa del francese Jacottino de' Rubeis, divenne un prospero centro di arte tipografica.

### Università
Dal 1996 al 2011 è stata sede della Scuola Universitaria di Management d'Impresa della Facoltà di Economia di Torino.

### Musei
- Museo storico dell'Arma di cavalleria: nei locali dell'ex Scuola di applicazione di Cavalleria si possono ammirare la raccolta di cimeli, l'importante biblioteca e l'archivio storico.
- Centro Studi e Museo d'Arte Preistorica (CeSMAP): reperti archeologici, arte rupestre internazionale e sezione didattica.
- Museo civico etnografico: cultura popolare, tradizioni, costumi, lavoro, ambienti della pianura e delle valli del Pinerolese.
- Civico museo didattico di scienze naturali Mario Strani: geologia, flora, fauna, collezione micologica, mineralogia del pinerolese e delle valli limitrofe.
- Collezione Civica d'Arte di Palazzo Vittone: maestri della pittura e della scultura dell'Ottocento, del Novecento e contemporanei.
- Museo della Diocesi: testimonianze storiche ed artistiche della vita religiosa in oltre 250 anni dalla fondazione della diocesi.
- Museo Storico del Mutuo Soccorso: è la sede sociale della Società Generale fra gli Operai di Pinerolo.
- Museo della Doma Rossa: reperti archeologici di una necropoli romana rinvenuti in località Riva durante i lavori di realizzazione del raccordo autostradale
- Galleria d'arte contemporanea "En plein air" - sospesa nel 2021[22]

### Pinerolo nel cinema
Nel film Fantozzi contro tutti il geometra Calboni suggerisce Pinerolo come destinazione della fittizia sgambata fuori città per tentare di impressionare il Visconte Cobram.
Nel 2001 in Santa Maradona di Marco Ponti, il protagonista Andrea Straniero (Stefano Accorsi) racconta all'altro protagonista che sua cugina "si è rifatta le tette a Pinerolo"
Lo stesso regista omaggia la città in Io che amo solo te dove Luciana Littizzetto interpreta la zia che arriva da Pinerolo.
A Pinerolo sono girate alcune scene del film La mossa del pinguino, che prevede parti della trama nella città dove si svolsero le gare olimpiche di curling.
Alcune scene del film La prima linea sono state girate davanti all'ex carcere di Pinerolo.

## Geografia antropica

### Frazioni
- Abbadia Alpina, comune fino al 1928, ricco di industrie, sito ad ovest del capoluogo, lungo la strada statale 23 del Colle di Sestriere. Si trova dove sorgeva l'abbazia di Santa Maria nel luogo detto di San Verano, fondata dalla marchesa Adelaide nel 1064 e distrutta dai francesi nel 1693. La chiesa parrocchiale, dedicata a San Verano di Cavaillon e costruita forse su disegno di Juvara, è del 1724 (inizio dei lavori:1708, inaugurazione:1727) e custodisce i sepolcri di due vescovi di casa Savoia.
- Baudenasca, anch'esso in passato comune, dove, sulle rive del torrente Chisone, con splendida vista del Monviso, è presente il galoppatoio militare; in questa frazione si celebra da alcuni anni un Carnevale con carri allegorici.
- Riva di Pinerolo, situata ai margini della strada del Sestriere in direzione di Torino, a 4 km dal capoluogo; vi si trova un castello medievale, detto Motta dei Trucchetti, risalente al XIV secolo.
- Talucco, frazione famosa per gli squisiti Tomin elètrich (tomini elettrici), dove fin dall'VIII secolo era presente una cella monastica benedettina appartenente all'abbazia di Novalesa. I suoi abitanti sono soprannominati "talucchini".
- Pascaretto, frazione che sorge all'estremità nord del territorio di Pinerolo, diviso con Piscina e Frossasco.

## Economia

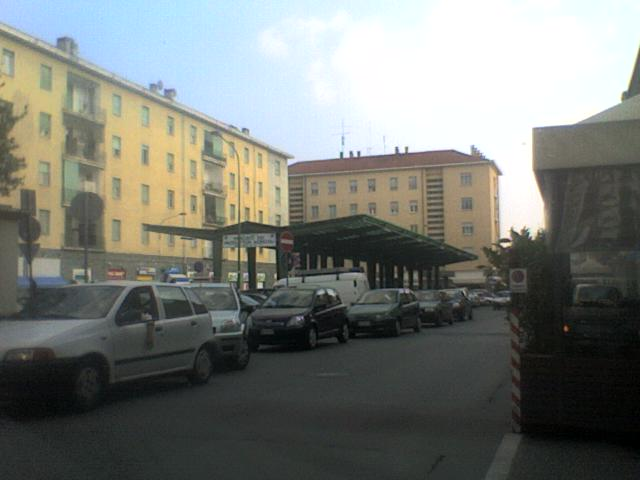
Piazza Roma, sede del mercato ortofrutticolo

Intorno a Pinerolo gravita l'economia delle Valli Valdesi (versante destro orografico della Val Chisone, Valle Germanasca e Val Pellice) e della pianura che si estende fra gli sbocchi di queste valli e il corso del Po.

È sede di svariate industrie (nei settori meccanico, cartario, chimico, dell'abbigliamento) che assorbono manodopera anche dai centri vicini; le aziende di maggiore spicco sono Freudenberg Sealing Technologies (Ex Corcos - guarnizioni per alberi rotanti e per steli valvola), TN Italy (Ex Euroball - sfere per cuscinetti), PMT (impianti per la fabbricazione di carta), Mustad (viti), Galup (panettoni, colombe e prodotti da forno locali) e l'Acea Pinerolese Industriale (acqua, raccolta rifiuti, distribuzione di gas ed elettricità)
È stata sede della Società Talco e Grafite Val Chisone oltre che sede centrale della Banca Brignone poi rilevata dalla Banca Popolare di Bergamo. Un'altra banca locale fu la Cassa di risparmio di Pinerolo fondata nel 1841 e assorbita nel 1929 dalla Cassa di Risparmio di Torino.
Pinerolo è il centro del commercio della zona montana circostante, essendo inoltre stata la sede della Comunità montana Pinerolese Pedemontano.

## Infrastrutture e trasporti

### Strade
La città di Pinerolo è collegata al capoluogo di provincia Torino da un'autostrada, la A55 o autostrada del Pinerolese, e dalla strada provinciale 23 del Colle del Sestriere e la strada statale 589 dei Laghi di Avigliana, che, transitando a lato di Pinerolo, prosegue per Cuneo.

### Ferrovie e tranvie
La città di Pinerolo è servita dalla linea ferroviaria Torino-Pinerolo, inaugurata nel 1854, attraverso la stazione di Pinerolo e la fermata Pinerolo Olimpica.
Pinerolo fungeva inoltre da località capolinea per altre quattro relazioni su ferro:
- la ferrovia per Torre Pellice, il cui servizio risulta sospeso dal 17 giugno 2012[28], con la diramazione da Bricherasio a Barge (servizio già sospeso dal 1984);
- la tranvia Pinerolo-Perosa Argentina, soppressa nel 1968;
- la tranvia Saluzzo-Pinerolo, soppressa nel 1935;
- la tranvia Orbassano-Bivio Cumiana-Pinerolo, soppressa nel 1936.

### Ospedali ed Assistenza Sanitaria
Pinerolo è inserita nel quadro dell'Azienda Sanitaria Locale TO3. Oltre allo storico Ospedale Cottolengo (ora sede di ambulatori e uffici amministrativi), il fulcro dell'assistenza sanitaria è l'Ospedale Civile E. Agnelli. Sono inoltre presenti nel Pinerolese due ospedali ora deputati a lungodegenza, riabilitazione e servizi territoriali (l'Ospedale Valdese di Pomaretto e quello di Torre Pellice). In tutto il territorio è possibile poi ricorrere all'assistenza dei Medici di Medicina Generale e ad una rete di strutture private specialistiche.

### Mobilità urbana
Due sono le società che gestiscono il trasporto pubblico urbano nel Pinerolese, la Cavourese e l'Arriva che gestiscono anche i collegamenti interurbani assieme a GTT.

## Amministrazione

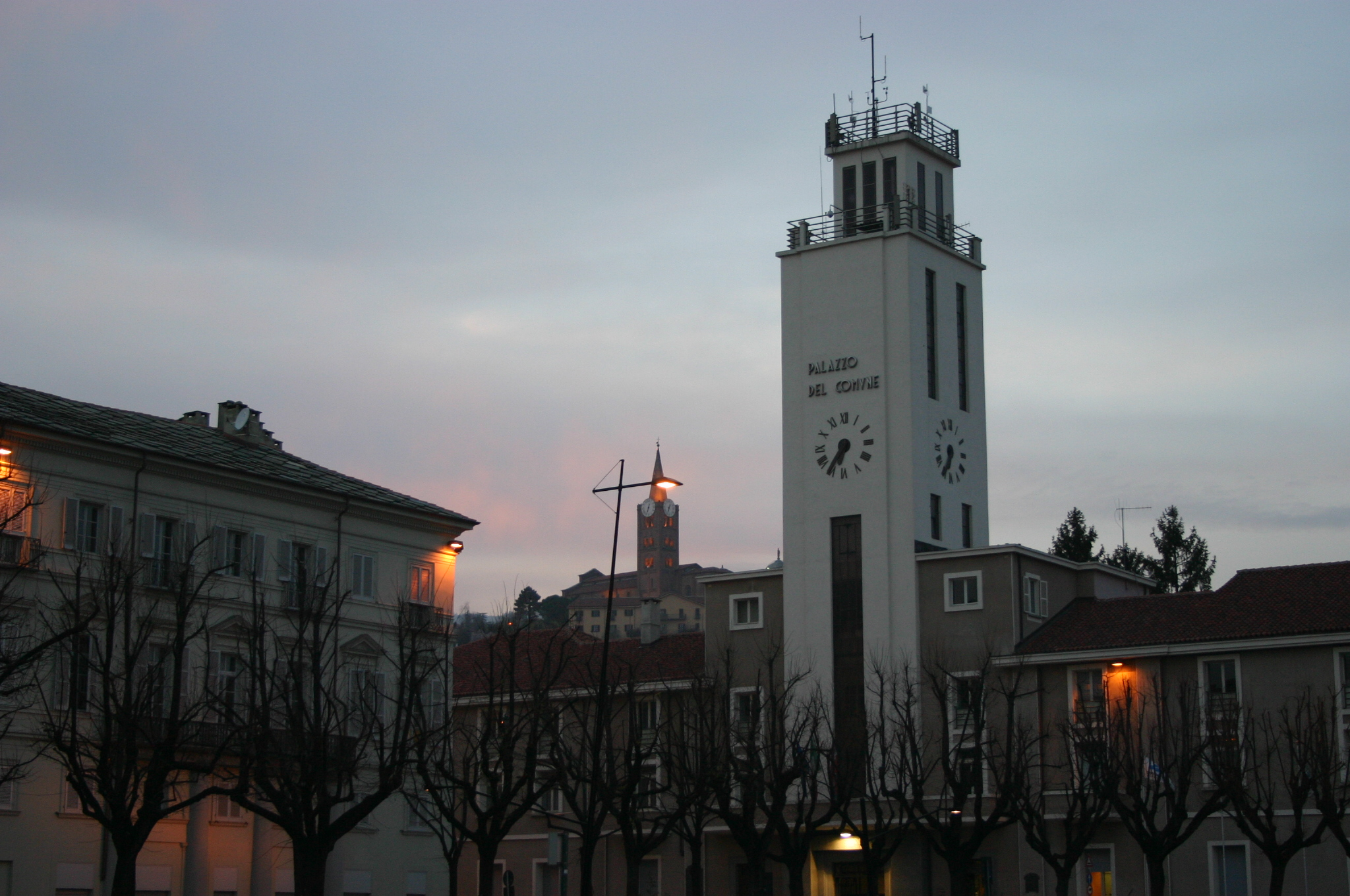
Il municipio

Gonfalone comunale

### Sindaci
| Periodo | Periodo   | Primo cittadino        | Partito                                                       | Carica                    | Note       |
| ------- | --------- | ---------------------- | ------------------------------------------------------------- | ------------------------- | ---------- |
| 1945    | 1946      | Mario Risso            | Partito Liberale Italiano                                     | Sindaco                   |            |
| 1946    | 1946      | Tommaso Giustetto      | Partito Socialista Italiano                                   | Sindaco                   |            |
| 1946    | 1951      | Arnaldo Pittavino      | Partito Socialista Italiano                                   | Sindaco                   |            |
| 1951    | 1952      | Teresio Guglielmone    | Democrazia Cristiana                                          | Sindaco                   |            |
| 1952    | 1956      | Alcide Asvisio         | Democrazia Cristiana                                          | Sindaco                   |            |
| 1956    | 1961      | Francesco Giacomo Bona | Democrazia Cristiana                                          | Sindaco                   |            |
| 1961    | 1966      | Francesco Giacomo Bona | Democrazia Cristiana                                          | Sindaco                   | II Mandato |
| 1966    | 1970      | Aurelio Bernardi       | Democrazia Cristiana                                          | Sindaco                   |            |
| 1970    | 1975      | Aurelio Bernardi       | Democrazia Cristiana                                          | Sindaco                   | II Mandato |
| 1975    | 1980      | Dario Debernardi       | Democrazia Cristiana                                          | Sindaco                   |            |
| 1980    | 1985      | Francesco Camusso      | Democrazia Cristiana                                          | Sindaco                   |            |
| 1985    | 1990      | Livio Trombotto        | Democrazia Cristiana                                          | Sindaco                   |            |
| 1990    | 1990      | Pietro Rivò            | Partito Socialista Italiano                                   | Sindaco                   | [ 32 ]     |
| 1990    | 1991      | Raffaele Rega          | Partito Socialista Italiano                                   | Commissario Straordinario |            |
| 1991    | 1996      | Livio Trombotto        | Democrazia Cristiana                                          | Sindaco                   |            |
| 1996    | 2001      | Alberto Barbero        | Partito Democratico della Sinistra                            | Sindaco                   |            |
| 2001    | 2006      | Alberto Barbero        | Democratici di Sinistra                                       | Sindaco                   | II Mandato |
| 2006    | 2011      | Paolo Covato           | Partito Democratico                                           | Sindaco                   |            |
| 2011    | 2016      | Eugenio Buttiero       | Partito Democratico                                           | Sindaco                   |            |
| 2016    | 2021      | Luca Salvai            | Movimento 5 Stelle                                            | Sindaco                   |            |
| 2021    | in carica | Luca Salvai            | Liste civiche centro-sinistra e sinistra + Movimento 5 Stelle | Sindaco                   | II Mandato |

### Gemellaggi
- Gap, dal 1963
- Traunstein, dal 1986
- San Francisco, dal 1996
- Derventa, dal 2005
- Beloit fino alla fine degli anni '90. In passato, Pinerolo era gemellata con Beloit, in Wisconsin, Stati Uniti d'America per via della presenza di uno stabilimento dell'omonima azienda metalmeccanica americana. Con la chiusura dello stabilimento (poi rilevato da imprenditori italiani e diventato PMT Italia), e il relativo licenziamento di centinaia di dipendenti[33], alla fine degli anni '90 i rapporti si sono estinti e il gemellaggio considerato decaduto, tanto da non essere più riportato nel sito del comune di Pinerolo[34].

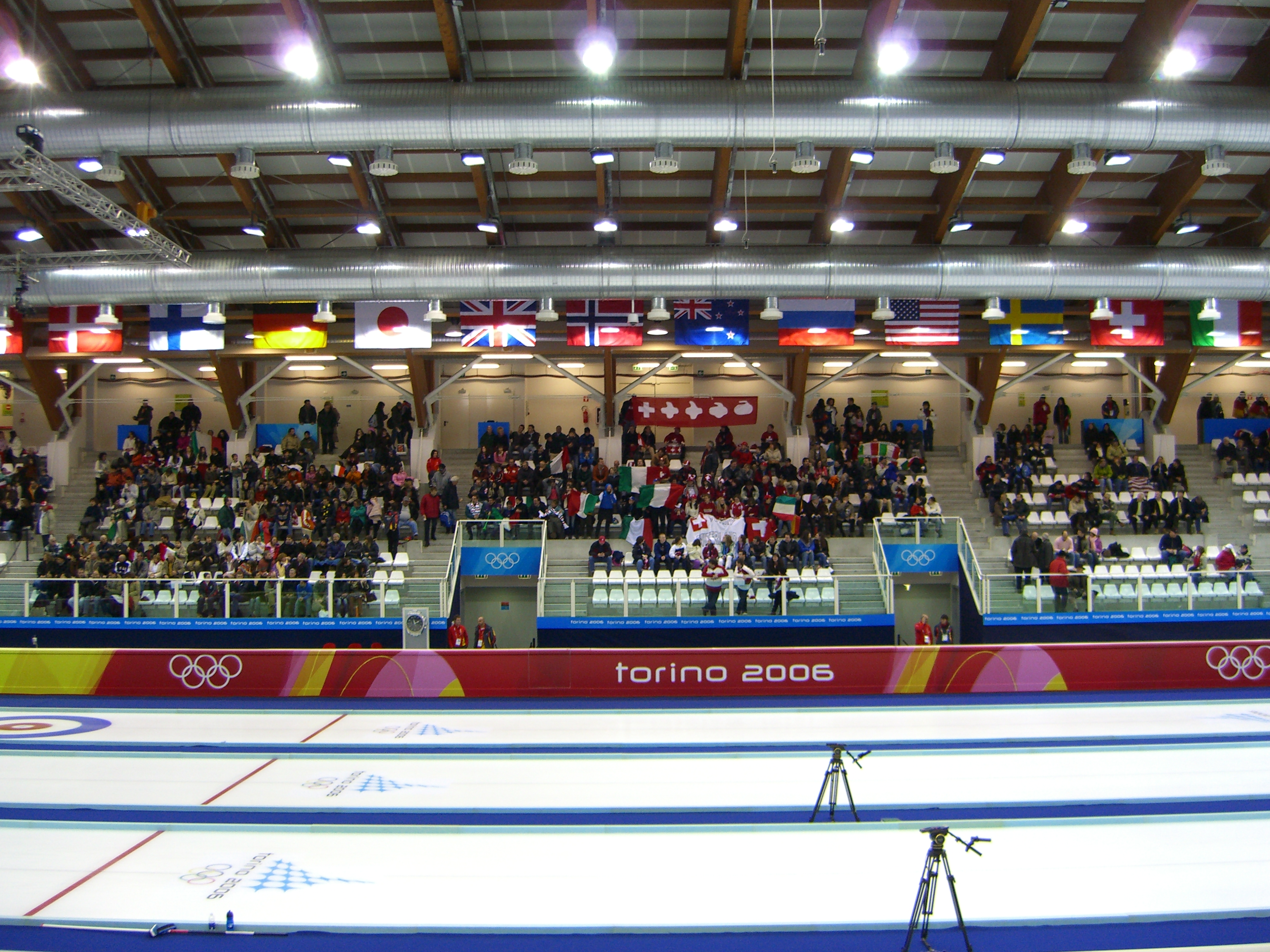
Il Palaghiaccio durante i XX Giochi olimpici invernali e XXIII Universiade invernale nel 2006 e nel 2007.

## Sport
La città di Pinerolo ha legato il suo nome allo sport grazie ad esempio al ciclismo mediante il Giro d'Italia e il Tour de France e anche grazie ai XX Giochi olimpici invernali nel 2006 ed alla XXIII Universiade invernale.
Pignalione della città per il ciclismo è stato ed e' Elvio Chiatellino che ha investito per portare le tappe del Tour de France e del Giro d'Italia a Pinerolo.

### Ciclismo

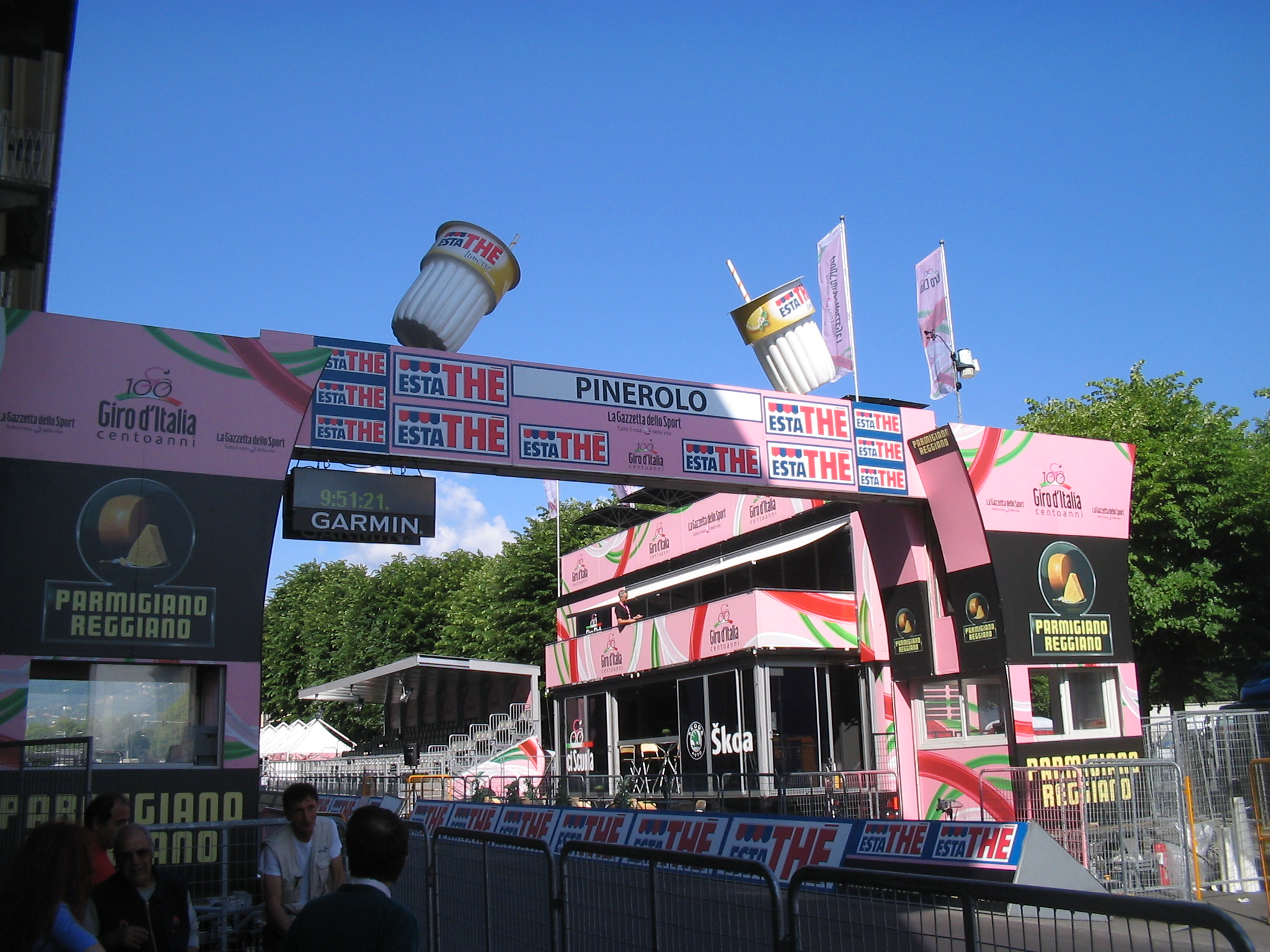
Il traguardo della 10ª tappa del Giro d'Italia 2009 posto in Corso Torino

#### Ciclismo su strada
Giro d'Italia
Pinerolo ha legato il suo nome alla storia del ciclismo e del Giro d'Italia: la città è stata più volte sede di partenza e di arrivo di tappe della corsa rosa; numerosi sono stati anche i passaggi della carovana in città.

Il primo contatto col Giro lo si ebbe già nella prima edizione del 1909, durante la tappa Genova-Torino di 354,9 km: la corsa passò in Via Saluzzo e Piazza Cavour, in cui era posto il ristoro nonché ultimo punto di controllo prima del traguardo di Torino.

Il primo arrivo si ebbe nel 1949, quando si corse la Cuneo-Pinerolo (di 254 km), celebre tappa vinta in solitaria, con 192 chilometri di fuga, da Fausto Coppi su Gino Bartali. Da allora numerosi sono stati gli arrivi, partenze e passaggi del Giro a Pinerolo.
La tappa in questione, con le due sedi di partenza e arrivo, è entrata talmente tanto nell'immaginario che "gli appassionati di ciclismo la citano, più che come una prodezza agonistica, come un vero classico della letteratura italiana".
La Cuneo-Pinerolo è stata infatti replicata come tappa del Giro d'Italia nel 2009 e nel 2019, in corrispondenza del 60º e 70º anniversario della storica tappa vinta da Coppi, anche se i percorsi non furono identici.
Pinerolo è stata sede di partenza di tappa nel 1993, in occasione della cronoscalata del Sestriere, e nel 2019 in occasione della 13ª tappa conclusa al Lago Serrù presso Ceresole Reale.
È stata invece sede di arrivo, oltre che nelle tappe partite da Cuneo, anche il 23 maggio 2007 (11ª tappa Serravalle Scrivia-Pinerolo, di 198 km) durante il 90º Giro d'Italia.
Tour de France
Anche il Tour de France ha avuto la città di Pinerolo quale sede di tappa, in due edizioni: nel 2011 la corsa francese arrivò nel comune piemontese proveniente da Gap, con la 17ª tappa che si concluse con la vittoria del norvegese Edvald Boasson Hagen e, il giorno dopo, la corsa partì da Pinerolo per tornare in Francia, con arrivo sul Colle del Galibier e vittoria del lussemburghese Andy Schleck; nel 2024, nell'ambito della prima "Grande Partenza" italiana del Tour, la 4ª tappa partì da Pinerolo alla volta del comune francese di Valloire, dove si concluse con la vittoria dello sloveno Tadej Pogacar.

#### BMX
Nel maggio 1984 si è disputata a Pinerolo la prima competizione internazionale di BMX in Italia.

### Equitazione
Nel 1990 venne ripresa l’idea della Scuola di Equitazione che aveva reso famosa Pinerolo in tutto il mondo dandole l'appelltivo di "Città della Cavalleria" e che era stata chiusa nel 1943, con l'approvazione del Progetto Esecutivo che diede inizio al primo lotto funzionale (8 settembre 2004), qualificando la stessa come “Scuola Nazionale Federale di equitazione”. Nel 1994, per dare maggiore spessore all’idea della Scuola, sotto il grande impulso del Generale Angelo di Staso ebbero inizio i Concorsi Ippici Internazionale e Nazionali che arrivarono a livelli elevatissimi grazie anche ad una saggia organizzazione nel panorama dei concorsi autunnali italiani. Grazie a tali concorsi Pinerolo ha ospitato le gesta di numerosi campioni olimpici e di star del mondo dell'equitazione e non solo. Oggi, i concorsi continuano a livello nazionale, nella cornice della Scuola Federale di Equitazione ad Abbadia Alpina.

### Calcio
La squadra cittadina di calcio è iscritta al Campionato Nazionale Dilettanti. Disputa le partite casalinghe presso il Complesso polisportivo "Barbieri". Nella stagione 2014-15 è riuscita a raggiungere la serie D per la quarta volta nella sua storia.
Il Peñarol, squadra calcistica di Montevideo (Uruguay), prende il nome da Pinerolo; furono degli immigrati della città piemontese, infatti, a fondare la squadra.
Durante la stagione 2017-2018 ci sono state voci riguardanti le due squadre Pinerolo Football Club e la società Club Atlético Peñarol (Montevideo, Uruguay) che pare vogliano stipulare un gemellaggio sportivo.

### XX Giochi olimpici invernali nel 2006 e XXIII Universiade invernale
Durante i giochi olimpici invernali di Torino 2006 le gare si sono svolte presso il Palacurling, oggi chiamato Stadio Olimpico del Ghiaccio, in Viale Grande Torino, che ha ospitato anche le universiadi invernali di Torino 2007.

### Curling
Il curling è arrivato a Pinerolo grazie ai giochi olimpici invernali di Torino 2006, fino ad oggi alla prima qualificazione olimpica ai XXIII Giochi olimpici invernali con la presenza storica della squadra nazionale italiana con due atleti della squadra pinerolese, Simone Gonin e Joel Retornaz tutti e due tesserati per l'A.s.d. Sporting Club Pinerolo.
Ai XXIV Giochi olimpici invernali l’atleta del team Pinerolese Amos Mosaner conquista una storica medaglia d’oro nel Double mix.
Il team pinerolese Retornaz Raspini vince il campionato italiano maschile di curling nel 2021 e nel 2022.

### Pallavolo
La pallavolo pinerolese è praticata dalla squadra Pallavolo Pinerolo ASD o più comunemente chiamata Union Volley, che milita nel campionato di Serie A1 con il nome di Wash4green Pinerolo e una squadra in Serie C. Grazie alla promozione conseguita vincendo lo spareggio promozione nella stagione 2021/2022 della Serie A2, nella stagione 2022/2023 la squadra pinerolese di pallavolo femminile è salita nel massimo campionato nel quale è riuscita a guadagnarsi la permanenza anche per la stagione 2023/2024.

### Pallacanestro
La Cestistica Pinerolo '87, è una squadra pinerolese di pallacanestro fondata nel 1987. La pallacanestro è rappresentata in numerose categorie all'interno della sola "Cestistica Pinerolo '87". Sono infatti presenti: l'Under 14, l'Under 17, l'Under 19, i Senior Maschile UISP, la Serie C Silver, per quanto riguarda i ragazzi sopra i tredici anni. Nelle categorie inferiori invece, considerate "minibasket", sono rappresentati gli Esordienti, gli Aquilotti, gli Scoiattoli e Easy Basket.

### Tennis Tavolo
Nel settembre 2009 è stata fondata l'A.S.D. Tennis Tavolo Pinerolo che riporta questo sport nella città dopo circa 30 anni. L'associazione ha una squadra in serie D2 iscritta al campionato regionale Fitet. L'11 aprile 2010 si è tenuto il "1º torneo Città di Pinerolo" di Tennis Tavolo, patrocinato dal Comune di Pinerolo. Da settembre 2011, il Tennis Tavolo Pinerolo porta in serie D2 due squadre iscritte al campionato Fitet, chiamate Neo Computer Shop e Bar Tiffany.